# Artjom
Artjom (ruski: Артём) je grad u Rusiji, u Primorskom kraju. Nalazi se na sjevernom dijelu Muravjosko-Amurskog poluotoka (ruski: полуостров Муравьёва-Амурского), na 43°22′N 132°11′E / 43.367°N 132.183°E. Dio je područja Vladivostoka.
Broj stanovnika: 61.200 (2003.)
Površina: 506 četvornih km, od kojih je 200 pošumljeno
Od Vladivostoka je udaljen 45 km željeznicom, a autocestom 50 km.
Artjom se sastoji od lanca manjih naselja na autocesti Vladivostok - Nahodka.
Građen je većinom od jedno-, dvo- i peterokatnica od kamena i opeke, ali se može vidjeti i dosta privatnih kuća građenih od drva.
Grad je osnovan 1924. nedaleko rudnika Žibunni. Ime je dobio po slavnom revolucionaru Artjomu (F.A. Sergejev). 1938. godine postaje grad. 
Artjom obuhvaća tri glavna naselja:
1. Uglovoje (ruski: Угловое), udaljeno 18 km od središta Artjoma, broj stanovnika 12.200
2. Zavodskoj (ruski: Заводской), udaljen 15 km od središta, broja stanovnika 12.000
3. Artjomovski (ruski: Артёмовский), udaljen 13 km od središta,  - broja stanovnika 9.400

## Business & industry
Polovica radno sposobnog stanovništva Artjom radi u proizvodnji materijala. 
U Artjomu je 29 industrijskih poduzeća, polovica kojih su u privatnom vlasništvu. 
U potrošačkih dobara koja se proizvode u Artjomu, spadaju namještaj, porculan.
Temelj mjesnom gospodarstvu je bilo rudarstvo, točnije ugljenokopi. Nu, budući su rudnici pred iscrpljenjem, ova gospodarska grana nema budućnosti. Predviđa se da će u budućnosti prijevoz biti glavna gospodarska grana u Artjomu. 
Vladivostočka međunarodna zračna luka se nalazi blizu Artjoma. Najveće željezničko čvorište Primorskog kraja se ovdje nalazi. Godišnje 12 milijuna tona tereta prolazi kroz Artjom prema Vladivostoku i 24 milijuna tona prema Nahodki. 1994. godine, zračna luka je opslužila 500.000 putnika, a ovaj broj predstavlja tek 28% potencijala te zračne luke. 